# Cuba (Nuevo México)
Cuba es una villa ubicada en el condado de Sandoval en el estado estadounidense de Nuevo México. En el Censo de 2010 tenía una población de 731 habitantes y una densidad poblacional de 83,6 personas por km².

## Geografía
Cuba se encuentra ubicada en las coordenadas 36°0′44″N 106°58′11″O / 36.01222, -106.96972. Según la Oficina del Censo de los Estados Unidos, Cuba tiene una superficie total de 8.74 km², de la cual 8.74 km² corresponden a tierra firme y (0%) 0 km² es agua.

## Demografía
Según el censo de 2010, había 731 personas residiendo en Cuba. La densidad de población era de 83,6 hab./km². De los 731 habitantes, Cuba estaba compuesto por el 48.56% blancos, el 0.55% eran afroamericanos, el 24.62% eran amerindios, el 0.82% eran asiáticos, el 0% eran isleños del Pacífico, el 19.29% eran de otras razas y el 6.16% pertenecían a dos o más razas. Del total de la población el 45.83% eran hispanos o latinos de cualquier raza.